# Ozarba albocostaliata
Ozarba albocostaliata är en fjärilsart som beskrevs av Alpheus Spring Packard. Ozarba albocostaliata ingår i släktet Ozarba och familjen nattflyn. Inga underarter finns listade i Catalogue of Life.